# Mario Nasalli Rocca di Corneliano
Mario Nasalli Rocca di Corneliano (Piacenza, 12 agosto 1903 – Roma, 9 novembre 1988) è stato un cardinale e arcivescovo cattolico italiano.

## Biografia
Nipote del cardinale Giovanni Nasalli Rocca, nacque a Piacenza il 12 agosto 1903 dal conte Camillo Nasalli Rocca e della marchesa Katie Taffini d'Acceglio.
Ricevette la consacrazione episcopale il 20 aprile 1969 per l'imposizione delle mani del cardinale Paolo Marella. Per decenni svolse attività come assistente ecclesiastico del Circolo San Pietro e come cappellano del Carcere di Regina Coeli
Papa Paolo VI lo elevò al rango di cardinale nel concistoro del 28 aprile 1969.
Morì il 9 novembre 1988 all'età di 85 anni.

## Genealogia episcopale
La genealogia episcopale è:
- Cardinale Scipione Rebiba
- Cardinale Giulio Antonio Santori
- Cardinale Girolamo Bernerio, O.P.
- Arcivescovo Galeazzo Sanvitale
- Cardinale Ludovico Ludovisi
- Cardinale Luigi Caetani
- Cardinale Ulderico Carpegna
- Cardinale Paluzzo Paluzzi Altieri degli Albertoni
- Papa Benedetto XIII
- Papa Benedetto XIV
- Papa Clemente XIII
- Cardinale Marcantonio Colonna
- Cardinale Giacinto Sigismondo Gerdil, B.
- Cardinale Giulio Maria della Somaglia
- Cardinale Carlo Odescalchi, S.I.
- Cardinale Costantino Patrizi Naro
- Cardinale Serafino Vannutelli
- Cardinale Domenico Serafini, Cong. Subl. O.S.B.
- Cardinale Pietro Fumasoni Biondi
- Cardinale Paolo Marella
- Cardinale Mario Nasalli Rocca di Corneliano